# 薮田瑞穂
薮田 瑞穂（やぶた みずほ）は、日本のオペラ歌手（ソプラノ）。実弟は『ジュネーブ国際音楽コンクール』作曲部門で日本人として初優勝した作曲家の薮田翔一。

## 略歴
兵庫県揖保郡御津町（現・たつの市）出身。国立音楽大学附属高等学校を経て国立音楽大学声楽科卒業。（財）日本オペラ振興会第20期修了。第5回国際ルーマニアコンクール声楽部門第2位。第43回イタリア声楽コンコルソ金賞。第22回市川市文化振興財団新人演奏家コンクール優秀賞。イタリアのボローニャとニューヨークで研鑽を積む。「N.Y.メトロポリタンオペラ教授陣によるVocal Arts Master class」に参加。文化庁委託事業において『友人フリッツ』スーゼル役で出演、また龍野アートプロジェクトによる日波国際芸術祭でソロリサイタルを開催。
これまでにオペラの舞台では『ラ・ボエーム』ミミ、『ルサルカ』ルサルカ、『ナクソス島のアリアドネ』プリマドンナ/アリアドネ、『シモン・ボッカネグラ』アメーリア、『こうもり』ロザリンデ、『フィガロの結婚』伯爵夫人、『カルメン』ミカエラ、『ランスへの旅』フォルビル伯爵夫人等で出演。
日本声楽アカデミー会員。藤原歌劇団団員。